# Meixian

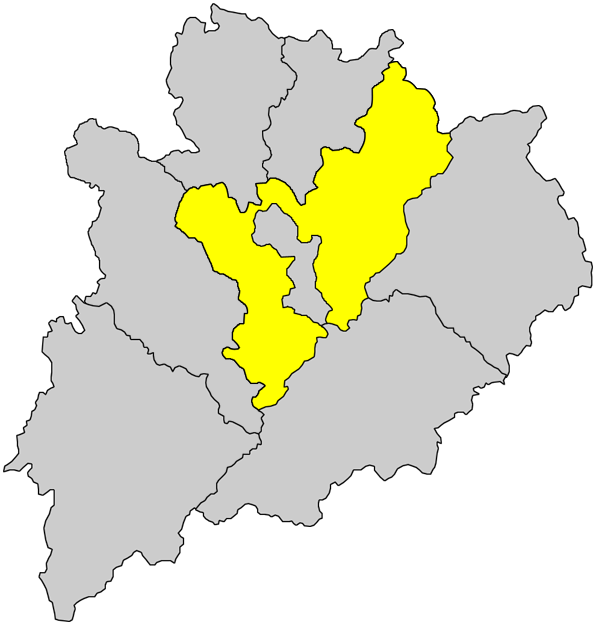
Lage des Stadtbezirks Meixian im Verwaltungsgebiet der Stadt Meizhou

Meixian (chinesisch 梅县区, Pinyin Méixiàn Qū) ist ein Stadtbezirk der bezirksfreien Stadt Meizhou in der südchinesischen Provinz Guangdong. Er hat eine Fläche von 2.203 km² und zählt 556.735 Einwohner (Stand: Zensus 2020). Der Stadtbezirk ging am 18. Oktober 2013 aus dem Kreis Mei (梅县) hervor, der an diesem Tag aufgelöst wurde.
Das Geburtshaus des Marschalls Ye Jianying (Ye Jianying guju) steht seit 2001 auf der Liste der Denkmäler der Volksrepublik China (5-503).

## Persönlichkeiten
- Zhang Ziping (1893–1959), Schriftsteller
- Ye Jianying (1897–1986), Feldmarschall und Politiker
- Lin Fengmian (1900–1991), Maler, erster Präsident der Chinesischen Hochschule der Künste
- Li Guohao (1913–2005), Bauingenieur
- Hou Hsiao-Hsien (* 1947), taiwanischer Regisseur
- Anthony Li Hui (* 1972), römisch-katholischer Geistlicher, Koadjutorbischof von Pingliang